# Andrej Bahun
Andrej Bahun, slovenski delavski organizator, * 25. november 1874, Donje Ladanje, Hrvaška, † 7. julij 1957, Maribor.

## Življenje in delo
V začetku 20. stoletja se je pridružil socialističnemu gibanju, postal aktivist in agitator; sodeloval je z Ivanom Regentom in Rudolfom Golouhom. Zaposlen je bil pri železnici v Mariboru in Trstu, od koder je moral 1919 v Jugoslavijo. V Mariboru je bil na socialistični listi trikrat izvoljen v občinski svet. Nazadnje je bil izvoljen v občinski svet decembra 1927, junija 1929 pa so ga razrešili s položaja občinskega svetnika. Bil predsednik podružnice tamkajšne železničarske organizacije, 1920 pa član izvršnega odbora socialnodemokratske stranke v Mariboru in razširjenega odbora železničarske organizacije v Ljubljani. Napisal je spomine Življenje, delo in trpljenje osemdesetletnega Andreja Bahuna. Odlomki so 1969 izhajali v časopisu Primorski dnevnik.